# Miss Harriet (raccolta)
Miss Harriet (Miss Harriet) è una raccolta di racconti in lingua francese di Guy de Maupassant, pubblicata per la prima volta dall'editore Victor Havard il 22 aprile 1884.

## Racconti

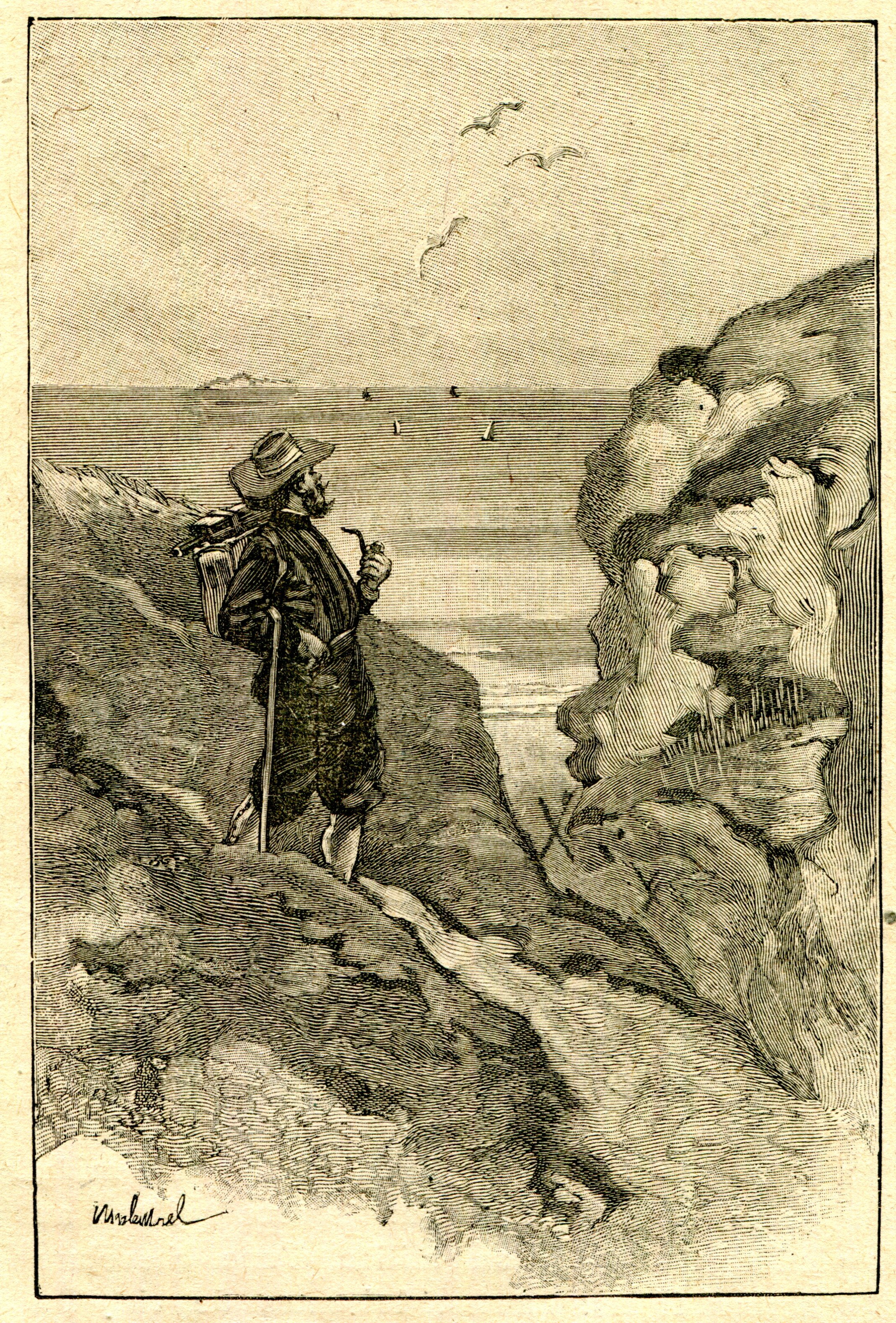
Illustrazione del racconto Miss Harriet, Illustrazione di Charles Morel, dall'edizione Paris: Ollendorff

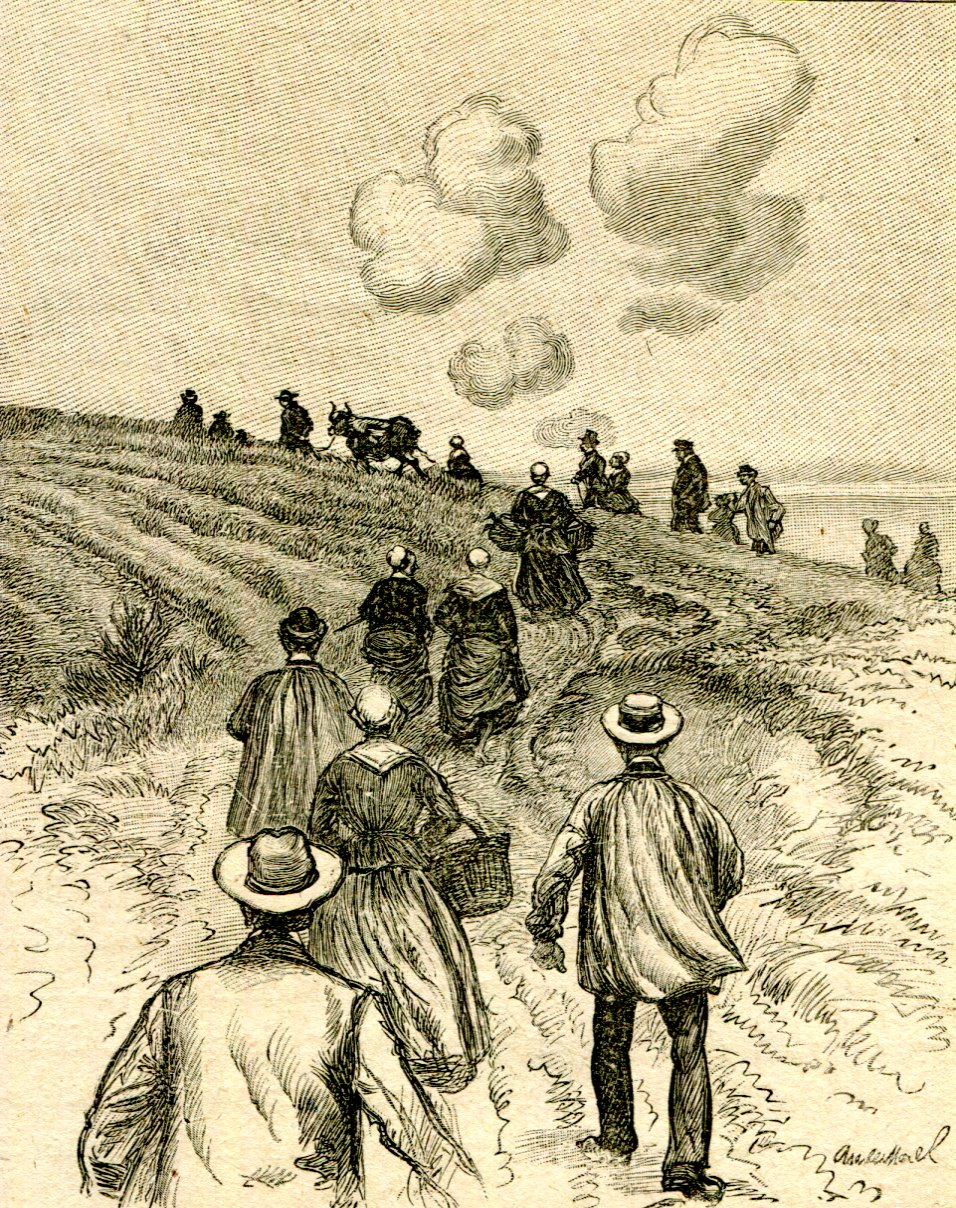
Illustrazione del racconto La Ficelle, Illustrazione di Charles Morel, dall'edizione Paris: Ollendorff

La raccolta contiene i seguenti dodici racconti:
- Miss Harriet (Miss Harriet, pubblicato dapprima sulla rivista Le Gaulois del 9 luglio 1883)
- L'eredità (L'Héritage, pubblicato in volume nel 1884)
- Denis (Denis, pubblicato dapprima sulla rivista Le Gaulois del 28 giugno 1883)
- L'asino (L'Âne, pubblicato dapprima sulla rivista Le Gaulois del 15 luglio 1883)
- Idillio (Idylle, pubblicato dapprima sulla rivista Gil Blas del 12 febbraio 1884, firmato con lo pseudonimo "Maufrigneuse")
- Lo spago (La Ficelle, pubblicato dapprima sulla rivista Le Gaulois del 25 novembre 1883)
- Cameriere, una birra!... (Garçon, un bock!..., pubblicato dapprima sulla rivista Gil Blas del 1º gennaio 1884)
- Il battesimo (Le Baptême, pubblicato dapprima sulla rivista Le Gaulois del 14 gennaio 1884)
- Rimpianto (Regret, pubblicato dapprima sulla rivista Le Gaulois del 4 novembre 1883)
- Lo zio Jules (Mon oncle Jules, pubblicato dapprima sulla rivista Le Gaulois del 7 agosto 1883)
- In viaggio (En voyage, pubblicato dapprima sulla rivista Le Gaulois del 10 maggio 1883; si osservi che Maupassant aveva già pubblicato un racconto intitolato "En voyage" su Gil Blas del 10 maggio 1882, con lo pseudonimo "Maufrigneuse")
- La selvatica (La Mère Sauvage, pubblicato dapprima sulla rivista Le Gaulois del 3 marzo 1884)

## Edizioni
- Guy de Maupassant, Miss Harriet, Paris: Victor-Havard, 1884 (Riproduzione della prima edizione su Gallica)
Miss Harriet, L'Héritage, Denis, L'Âne, Idylle, La ficelle, Garçon, un bock!..., Le baptême, Regret, Mon oncle Jules, En voyage, La Mère Sauvage
- Guy de Maupassant, Miss Harriet, nouvelle ed. revue, Paris: Ollendorff, 1894
- Guy de Maupassant, Contes et nouvelles, tome I; texte établi et annoté par Louis Forestier; préface d'Armand Lanoux; introduction de Louis Forestier, Collezione Bibliothèque de la Pléiade 253, Paris: Gallimard, 1974, ISBN 978-2-07-010805-3
- Guy de Maupassant, Racconti e novelle; traduzione di P. E. Francesconi, Milano: Fratelli Treves, 1897
- Guy de Maupassant, Miss Harriet; traduzione di Giovanni Vaccaro, Milano: A. Barion, 1925
- Guy de Maupassant, Miss Harriet; traduzione dal francese di Angelo Nessi, Milano: Sonzogno, 1931
- Guy de Maupassant, Le novelle, Vol. VIII; a cura di Bruno Dell'Amora, Alfredo Fabietti, Milano: G. Morreale; (poi Bietti), 1931
- Guy de Maupassant, Le novelle, Vol. III; traduzione di Egidio Bianchetti, Milano: Istituto editoriale italiano, 1947
- Guy de Maupassant, Tutte le novelle; a cura di Mario Picchi, 3 voll. Collezione I grandi maestri illustrati 5, Roma: Casini, 1956
- Guy de Maupassant, Miss Harriet; traduzione di Oreste Del Buono, Biblioteca Universale Rizzoli 1475-1476, Milano: Rizzoli, 1959
- Guy de Maupassant, Racconti della beccaccia; Miss Harriet; prefazione di Gilbert Sigaux; illustrazioni originali di Claude Hermann, Ginevra: Edito-Service, 1971
- Guy de Maupassant, Tutte le novelle; a cura di Mario Picchi, Collezione I Meridiani, Milano: A. Mondadori, 1993, ISBN 88-04-36360-6 (ISBN 978-88-04-36360-6 VI ed., 2013)
- Guy de Maupassant, Tutte le novelle e i racconti; a cura di Lucio Chiavarelli; introduzione generale di Giacinto Spagnoletti; Collezione I mammut 81, Roma: Grandi Tascabili Economici Newton, 2005, ISBN 88-541-0440-X